# Дафина
Дафина (Elaeagnus angustifolia L.) припада истоименој фамилији Elaeagnaceae. Име рода потиче од грчких речи ελατια = маслина и αγνος = конопљика (због сличности са маслином и конопљиком), а име врсте значи усколисна. Српски називи, поред назива Дафина који је најчешћи, су и грчка врба, давина, злолесина, игда, масленка, мирисава врба, миришљава врба.

## Опис врсте
Листопадно, мање, брзорастуће дрво, или жбун, висина 8-10 m. Гране са трновима. Младе гране су покривене сребрнастим љуспама. Пупољци ситни, округласти. Корен веома развијен дубок са развијеним бочним кореновима. 
Листови наизменични, 5-8 cm дуги и до 2cm широки, на врху тупо зашиљени, при основи сужени. На лицу сивкастозелене боје а на наличју љуспасто сребрастобели. На младим избојцима листови често презиме. 
Цветови четворочлани, звонасти, двополни, актиноморфни, дорзално сребрни, вентрално жути, веома миришљави и медоносни, појединачни или до 3 цвета заједно у пазуху листова, 4–6 mm дуги. Цвет без крунице са 4 прашника на кратким филаментима и монокарпним тучком. Цвета у мају или јуну. 
Плод месната издужена коштуничава ахенија, светложута до беличаста споља са сребрнастим љуспицама, 1–1,5 cm дуга и 8–9 mm у пречнику. Меснати део је брашњав, слаткаст и јестив. Сазрева крајем августа и у септембру. Сетвени материјал, ахенија без омотача је издужена, при врху зашиљена са 8 уздужних црвеносмеђих браздица, тврда.

## Ареал
Од природе дафина је распрострањена у западној и централној Азији, Палестини, од југа Русије и Казахстана до Турске и Ирана. Опсег интродукције протеже се на источно Средоземље и средњу Азију. Прво је култивисана у Немачкој од 1736, сада је се широко узгаја широм јужне и централне Европе, као украсна биљка због мирисних цветова, јестивог плода, атрактивних сребрних листова и црне коре. У Македонији се сматра аутохтоном врстом. У Европу су је донели Турци прилиом освајачких похода. Пренесена је и у Америку за време миграционих путовања у 18 веку и раширила се дуж речних токова.

## Биоеколошке карактеристике
У погледу станишних услова дафина је скромна, хелиофилна врста. Обично је на сувим, песковитим земљиштима, али успева и на влажнијим рубним, деградираним зонама као и урбаним просторима. У Северној Америци се раширила на терене који су повремено поплавни, где је потиснула врбе и тополе. Успева на глиновитом, иловастом као и заслањеном земљишту. Корен у зависности од карактеристика тла може да ступи у симбиозу са бактеријама азотофиксаторима (Frankia spp.) па стога може да расте на врло сиромашном тлу.
Отпорна је на сушу и добро подноси ниске и високе температура од –45 до +40оС, дим, прашину и полутанте из ваздуха. Најбоље успева у условима континенталне климе са топлим летом и хладном зимом.

## Значај
Као украсна биљка у парковима, вртовима, зеленим просторима често се користи због декоративних листова, миришљавих и медоносних цветова. Погодна је за живе ограде али се углавном користи као солитер или у групама. Може се користити и за пошумљавање слатина, ветрозаштитне појасеве због густе круне као и за учвршћивање падина и обала због снажног корена.
Медоносна је врста. Меснати део плода је јестив. Кора се користи за штављење коже. Плодови и листови испољавају лековита својства, и употребљавају се као антипиретици. Из цветова се добија уље за производњу парфема.
Када се интродукује на нека станишта ван природног ареала, може брзо да их угрози јер постаје инвазивна и мења природни екосистем. Узрок инвазивности је отпорност на неповољне факторе средине и велика виталност клијаваца. Поред тога семе је отпорно на стомачну киселину сисара и птица па се лако преноси ендозоохоријом. Има јаку изданачку снагу из пањева, корена и стабла. У САД у две савезне државе налази се на листи штетних корова, а у једној је потенцијално инвазивна, јер угрожава домаћу флору, а због плодова је утицала на популације птица и риба. Инвазивност код нас није запажена.

## Размножавање
Размножава се претежно семеном или вегетативно. Може да цвета и плодоноси већ у 3. години. Због тврдог перикарпа потребна је скарификација, а због дормантности ембриона потрбна је 2-3 месечна хладна стратификација. Семе најбоље клија у слабо алкалној средини. Ожиљавање резница стабла је боље ако се уклони део коре у основи резнице и користи хормон за ожиљавање..